# Monte Moulton
El monte Moulton es un amplio volcán en escudo cubierto de hielo que se localiza 16 kilómetros al este del monte Berlín en la cordillera Flood de la Tierra de Marie Byrd, Antártida.
Descubierto mediante reconocimiento aéreo por el Servicio Geológico de los Estados Unidos en 1940, toma su nombre de Richard S. Moulton, jefe de guía de perros en la base West, y miembro del grupo que arribó a la parte oeste de al cordillera Flood en diciembre de 1940. 
En las laderas norte del monte Moulton, hay elevadas cascadas de hielo, llamadas cascadas Moulton.
Los Rocas Prahl se hallan en las laderas sur del monte Moulton.